# Demografía de Ruanda

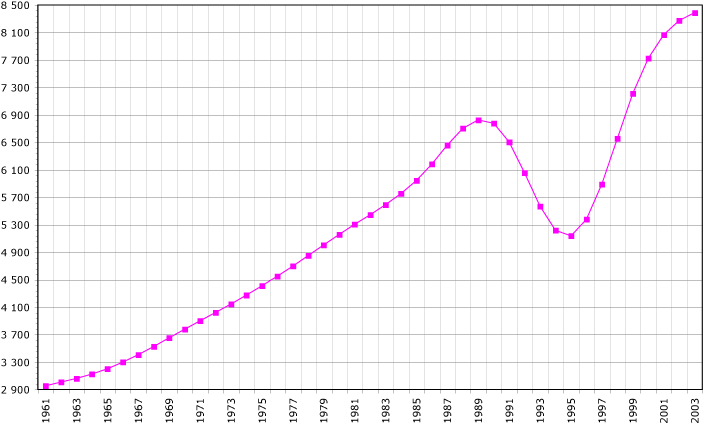
Demografía de Ruanda, Datos del FAO, año 2005; Número de habitantes en miles.

La densidad de población de Ruanda, incluso tras el genocidio, está entre las más altas del África Subsahariana, con 230 hab/km². El país tiene pocos pueblos, y casi cada familia vive en un complejo en la ladera de una colina. Las concentraciones urbanas se agrupan alrededor de centros administrativos. 

## Etnias
La población indígena consiste en tres grupos étnicos. Los Hutus, que son mayoría (85%), son granjeros de origen Bantú. Los Tutsis (14%) son pastores que llegaron a la región en el siglo XV. Hasta 1959 eran la casta dominante de un sistema feudal. Los Twa (pigmeos) (1%) se cree que son lo que queda de los primeros habitantes de la región.

## Educación

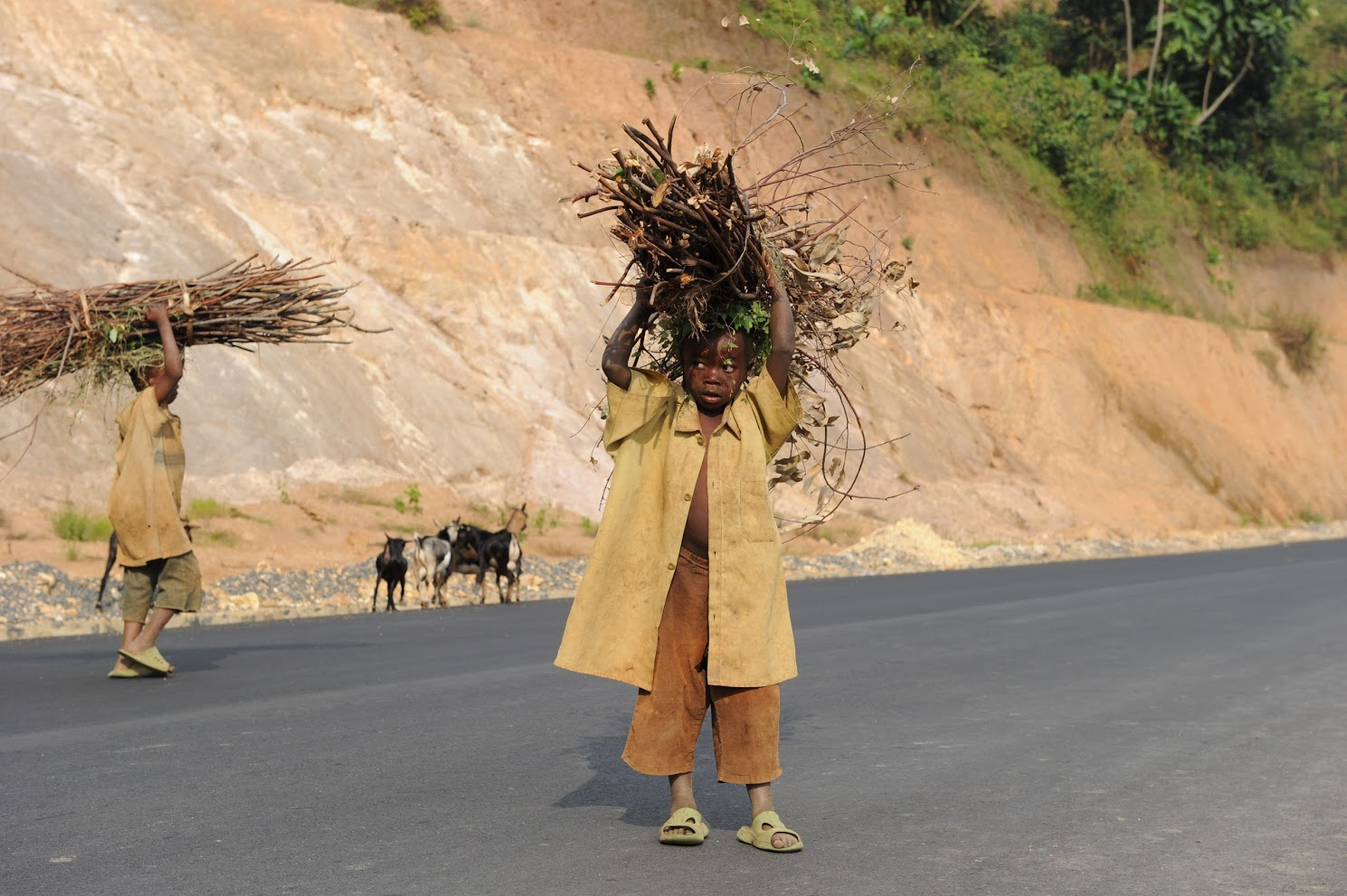
Niños transportando leña cerca del lago Kivu (2015)

Más de la mitad de la población está alfabetizada, aunque no más del 5% ha recibido educación secundaria. Durante 1994-95, se reabrieron la mayoría de escuelas primarias y más de la mitad de las escuelas secundarias. La universidad nacionald de Butare, a la que acuden más de 7000 estudiantes, reabrió sus puertas en abril de 1995. La reconstrucción del sistema educativo sigue siendo una prioridad del gobierno de Ruanda.

## Religión
La distribución de las creencias religiosas en Ruanda en 2001 eran de un 56,5% de católicos, un 26% de protestantes, un 11,1% de adventistas, un 4,6% de musulmanes, 0,1% de creencias indígenas y un 1,7% sin religión.

## Evolución demográfica
- 1890- 0,8 millones.
- 1900- 1 millón.
- 1910- 1,2 millones.
- 1920- 1,4 millones.
- 1930- 1,6 millones.
- 1940- 1,8 millones.
- 1950- 2,1 millones.
- 1960- 2,7 millones.
- 1970- 3,7 millones.
- 1980- 5,2 millones.
- 1994- 7,8 millones.
- 1995- 6,4 millones.
- 2000- 7,2 millones.